# Lolita Pille
Lolita Pille (Sèvres, dia 27 de agosto de 1982) é uma escritora francesa.
Lançou seu primeiro livro, intitulado Hell (título original Hell Paris 75016) em 2003 e rapidamente se tornou um fenômeno de vendas na França. Em seguida Hell foi traduzido para diversas línguas e se tornou um best seller no mundo todo. O livro é uma crítica ao estilo de vida de jovens parisienses ricos que preenchem seu tempo usando drogas, indo a boates e fazendo compras em lojas de grife. Segundo a própria autora o livro é baseado no seu dia a dia, embora não seja auto-biográfico.
Em 2005, Lolita Pille lançou seu segundo livro, Bubble Gum. Este conta a história de uma aspirante a modelo/atriz que faz de tudo para alcançar a fama mas acaba sendo envolvida por pessoas ainda mais ardilosas que ela mesma.

## Obras publicadas
- Hell - Paris 75016 (2003): Esta obra, best-seller na França, faz um relato cínico da juventude parisiense do terceiro milênio. O livro é um misto de romance e relato confessional. A autora Lolita Pille é jovem, rica, usa drogas, gasta fortunas em roupas e causou muita polêmica ao lançá-lo. A protagonista é um alter ego da autora, despreza os que não pertencem ao meio e faz sexo como quem troca de roupa.
- Bubble Gum (2004): Segundo romance de Lolita Pille, polêmica autora de Hell, combina assim dois temas clássicos da literatura: o da incoerência ultrajada e o do pacto faustiniano com o mal. Manon, 21 anos, entrega sua alma - e também seu corpo - a Derek, em troca do brilho enganoso dos refletores. Mas, como em seu romance de estréia, Lolita Pille constrói uma narrativa mais complexa do que parece, avessa a clichês e permeada por uma crítica sutil aos valores da sociedade contemporânea. A relação com o pai e a negação das origens - tudo o que Manon quer é se desligar do passado - permeiam os conflitos vividos pela protagonista. Quando a existência tem a profundidade de um pires, até as angústias são pré-fabricadas. Não é a toa que volta e meia Derek esbarra num contra-regra, como se a vida fosse um filme.
- Crépuscule Ville (2008):Uma ação emocionante que reúne os códigos do gênero e que, no entanto, tenta fazer a sua própria originalidade, que permanece em um tipo perigoso fortemente marcado por referências pesos pesados (George Orwell, Aldous Huxley, William Gibson, Philip K. Dick ou até mesmo um Dantec na literatura ou filmes como Minority Report, Gattaca ou Turistas, para citar apenas alguns ...). Referências que assombrar a imaginação dos leitores, logo que são abordados os temas do totalitarismo, eugenia, desinformação, o apocalipse, a vigilância "Big Brother" ou até mesmo de ciber-tecnologia.